# Hemistyela pacifica
Hemistyela pacifica är en sjöpungsart som beskrevs av Sanamyan 2006. Hemistyela pacifica ingår i släktet Hemistyela och familjen Styelidae. Inga underarter finns listade i Catalogue of Life.